# ライオン・キング (2019年の映画)
『ライオン・キング』（The Lion King）は、2019年に公開されたアメリカ合衆国のミュージカル映画。1994年に公開されたディズニーの長編アニメーション映画作品『ライオン・キング』のフルCG（ディズニー公式では「超実写版」と銘打っている）リメイク作品である。ライオン・キングシリーズ生誕25周年記念作品。

## あらすじ
動物たちの王国、プライド・ランド。その王として尊敬を集めるライオンのムファサとサラビの間に次期王となる息子シンバが誕生した。シンバ誕生の儀式に大勢の動物たちが集まりシンバを称える。一方、シンバの叔父かつムファサの弟で次期王に選ばれなかったスカーは儀式を欠席し、王になる事ができない自分の立場を呪っていた。
その後、ムファサはシンバに自然界を支配するバランス、サークル・オブ・ライフ（the Circle of Life、生命の環）について、また王としての心構えについて教えた。シンバは叔父のスカーに自分が王になれることを話すとスカーは思わず口を滑らせてシンバに「ゾウの墓場」のことを話してしまい、「あそこへは行くな」と忠告するが、シンバはその忠告を無視しガールフレンドで幼馴染のナラを誘い、サイチョウの執事・ザズーの目を盗んでゾウの墓場へ遊びに行ってしまう。しかし、そこはハイエナ達の住処だった。シンバとナラはハイエナ達に襲われるが、助けに来た父のムファサに命を救われる。帰りにムファサはシンバを厳しく叱責し、約束を破ってしまったことを反省したシンバは「父さんみたいな勇敢で怖いもの知らずなライオンになりたかった」と打ち明ける。ムファサはそれに対して「勇気と無謀は別だ。王にだって怖いものはある」とシンバを失う不安があったことと王としての誇りを教え、更に星空を見上げて「歴代の王が見守っている」と諭した。
その頃、火山の噴火口のハイエナ達の住処で傷だらけになったハイエナ達の前にスカーが現れた。実はスカーは自分が王の座に就くためにムファサとシンバを亡き者にしようと、ハイエナ達と手を組んで暗躍していた。今回の作戦が失敗したスカーはハイエナ達に自分の餌を与え、再び作戦を練り直す。
ある日、スカーはゾウの墓場へ行ったことを反省するシンバに「お前と同じくらいの時にお父さんと訓練した場所で仲直りさせてやるから待っていろ。それから吠え方も練習した方が良い」と嘘をつき、荒野に取り残す。シンバは言われた通りに吠える練習をすると、突然地面が揺れ出した。シンバがふと見上げると崖の上のヌーの群れが暴走しだした。必死にヌーから逃げるシンバだが、とうとう追い詰められてしまった。ムファサは何とかシンバを救いあげるが、今にも崖から滑り落ちそうだった。崖をあがくムファサはスカーに助けを求めるがスカーに裏切られ、そのまま突き落とされてしまった。シンバが崖から降りるとムファサは既に死んでいた。父の死に途方に暮れるシンバの前にスカーが現れ、シンバはスカーに濡れ衣を着せられ追放されてしまった。ムファサの死とシンバの追放によってプライド・ランドは完全にスカーに支配されてしまった。
父親を失い故郷を追われ、絶望に打ちのめされていたシンバは砂漠で行き倒れになり、ハゲワシに食べられかけた。そこにミーアキャットのティモンとイボイノシシのプンバァが現れ、偶然にも助けられた。当初は肉食のシンバを敵視していたティモンだったが、シンバを味方にすれば敵に襲われなくても済むと考えたプンバァの提案を受け入れ、彼を仲間にすることにした。しかし、過去のことで元気のないシンバは2匹と一緒に「ハクナ・マタタ（Hakuna Matata、スワヒリ語で『くよくよするな』の意味）」をモットーとした暮らしを続け、立派なオスライオンへと成長する。しかし、シンバは未だに過去を引きずっていたため、星空について話しあった時に2匹にからかわれたため落ち込んでしまう。すると、偶然にもフケが飛び散り、遠くプライド・ランドまで届いたその臭いを嗅いだヒヒのラフィキはシンバがまだ生きていることを確信した。
一方プライド・ランドはスカーによって荒廃していた。もう食料も残っておらずみんな飢え死に寸前だったが、スカーは王位に就いたことに満足し現状を変えようとしなかった。シンバは助けを求めて故郷を出てきたナラと偶然にも再会し、王国の現状を知らされる。過去と向き合うことに躊躇し、葛藤するシンバはナラの説得に応じずにその場を出て行ってしまう。しかしラフィキと父の幻に導かれ、スカーと対決して王国の平和を取り戻すことを決意する。自由な暮らしが奪われる不安を抱いていたティモンとプンバァもナラからシンバが王国へ戻りに向かってることを聞き、彼の後を追った。
帰還したシンバはスカーと対決しようとした。しかしスカーは「お前のせいで父親が死んだ。その父親をお前が殺した！」とシンバをなじって崖に突き飛ばし、燃え上がる炎に落とそうとした。その光景を見たスカーはシンバに真実を言い当てられてしらを切るが、サラビに問い詰められてライオン達がシンバに寝返る。その後はナラ、ティモン、プンバァ、ラフィキ、ザズーも参戦し、ライオンやハイエナたちが入り乱れた大混戦となる。ナラはシェンジを倒し、スカーはハイエナ達に後詰をさせて逃げ惑うがとうとうシンバに追い詰められてしまった。弱気になったスカーは「真実の敵はハイエナだ！」と命乞いをして見逃してもらうとするが、シンバにはそんな見え透いた嘘は通じなかった。「無力な叔父を殺す気か？」と弱音を吐くスカーに対しシンバは「お前とは違う。」と言い放つ。それを聞いて命拾いしたと思ったスカーは、その思いに報いるために何でもすると言うがシンバが言い渡したのは永久追放だった。スカーは出ていくフリをして油断させシンバに襲いかかるが、一瞬の隙を突かれてそのまま崖から突き落とされてしまい敗北する。スカーが起き上がるとそこにはハイエナ達が待ち伏せしていた。ホッとしたスカーは「真実の友よ。」とつぶやくが、前述の命乞いを全てハイエナ達に聞かれており、ハイエナ達からも愛想を尽かされ食い殺されてしまった。
スカーが倒されたことでプライド・ランドに平和が戻り、シンバは勝利の雄たけびを上げた。そしてシンバはプライド・ランドの新たな王となり、ナラと結婚してその間に息子のフラッフィーが産まれるのであった。

## 登場キャラクター

### 主要キャラクター
シンバ（Simba）
本作の主人公。サバンナを治める偉大な王・ムファサを父に持ち、“未来の王”としての運命に生まれた雄ライオン。愛情に包まれ、やんちゃで好奇心旺盛。ムファサから王としての責任を聞かされるも理解するには幼く、早く父のような王になりたいと無邪気に願った。ヌーの群れによる暴走に巻き込まれて敬愛する父を失い、叔父のスカーに王国を追われながらもムファサの幻に導かれて己の役目を思い出し、故郷の危機に立ち向かう。
名前はスワヒリ語で「ライオン」を意味する。
ナラ（Nala）
本作のヒロイン。シンバの幼なじみである雌ライオン。子ライオン時代にはシンバと取っ組み合いをすれば勝ってしまうほど勝気で活発な女の子だった。シンバと同様に好奇心と冒険心が旺盛であり、シンバと一緒に無謀な冒険をしてムファサに命を助けられたことがある。シンバが姿を消した時には“ムファサとシンバは死んだ”とスカーから聞かされ、深く悲しんだ。やがて若く美しいライオンに成長した彼女はスカーの支配によって危機にある王国を救うべく、助けを求めて故郷を後にする。名前はスワヒリ語で「贈り物」を意味する。なお、原作では実の弟がいたらしいが本作では一人っ子である。最終決戦ではシェンジとタイマンを張り、勝利する。
ムファサ（Mufasa）
サバンナを治める偉大な王であり、シンバの父。動物たちの尊敬と信頼を集める。自然界の繊細なバランスを知り、命あるものへの敬意を忘れず、王としての責任のもと多様な動物たちが生きるサバンナを治める。威厳に満ちた王であると同時にシンバの危機には自らの命をも投げ出して救おうとする愛情深い父親。彼を慕うシンバとは強い絆で結ばれている。
ヌーの暴走に巻き込まれたシンバを救うがスカーの謀略により崖から転落死してしまい、このことがシンバに深い傷を残すことになる。その後、成長したシンバを幻となって導く。

### 仲間
ティモン（Timon）
口が悪くちょっぴり怒りっぽいが、根は仲間思いで世話好きのすばしっこいミーアキャット。プンバァの相棒。行き倒れになっていた小さなシンバに遭遇した際、当初はライオンを味方につければ恐いものはないという損得勘定からプンバァと共にその命を助けたが、やがて固い友情で結ばれていく。「ハクナ・マタタ（くよくよするな）」の精神で陽気に生きている。なお「人生に意味はない」、「自分たちは直線状にいて端に到達したら死ぬだけ」とオリジナル版とは違って「サークル・オブ・ライフ」に対してやや否定的な考えを持っている。シンバが王国へ帰る決意をした際はプンバァと共に遅れて合流し、ハイエナの群れに挑む。
プンバァ（Pumbaa）
陽気で心優しく、のんびり屋で食いしん坊なイボイノシシ。ティモンの相棒。王国を追放されて干からびた大地で行き倒れていた子ライオンのシンバの命を救う。相棒のミーアキャットであるティモンと共に「ハクナ・マタタ」のモットーで心に傷を抱えたシンバを元気づけ、親友となる。シンバが王になる運命のもとに生まれたことは知らぬままライオンである彼に守られ助け合いながら、緑豊かなジャングルで共に自由気ままな生活を送る。シンバが王国へ帰った際に彼の素性を知り、ティモンとともに援軍に駆けつける。名前はスワヒリ語で「にぶい」を意味する。
ラフィキ（Rafiki）
王国の祈祷師の役割を担う謎のマンドリル。名前はスワヒリ語で「友」を意味する。
ザズー（Zazu）
王国に仕えるおしゃべりなサイチョウ。スカーが王位に就いてからはアニメ版と異なり、サラビに忠節を尽くしていた。

### 敵
スカー（Scar）
サバンナを治める偉大な王・ムファサの実の弟であり、シンバの叔父。本作のディズニーヴィランズ。種族はバーバリライオン。「人生は不平等だ。」と王になれない自分の運命を恨み、あらゆる動物たちが集い祝ったシンバの誕生の儀式にも欠席した。王位を狙い、ムファサの統治を快く思っていないシェンジたちと結託してムファサを暗殺し、シンバを追放して王座を奪い取った。
オリジナル版と比べ、くすんだ体色にあまり長くない鬣といった容姿や、ムファサの死後に兄嫁のサラビに自分との関係を迫るなどより邪悪な雰囲気を醸し出している。
なおムファサの弟でシンバの叔父であるという点はオリジナル版と共通しているが、オリジナル版では種族が違うにもかかわらず家系図で発表されたシンバの父方の祖父母にあたるアハディとウルは彼とムファサの両親であり、ムファサとは実の兄弟だったということであるが、こちらは見た目通り種族が異なる他にも超実写版では原作のような彼の両親は発表されておらず未登場なため、ムファサとは実の兄弟ではないと考えられる。また、オリジナル版では鬣はアハディで体の色はウルと同色だったがこちらは現実的なバーバリライオンとして映っている。
ハイエナトリオ
スカーの協力者であるハイエナのトリオ。
シェンジ（Shenzi）
雌のハイエナ。ライオンによる統治を快く思わず、王位を狙うスカーに協力する。
本作ではオリジナル版よりもリーダーとしての側面が強く描かれており、スカーとの関係もあくまで「対等な同盟」の印象が強くなっている。またナラのライバル的なキャラクターとなっており、最終決戦ではナラと対決するが敗れる。
アジジ、カマリ（Azizi and Kamari）
シェンジの群れの雄のハイエナのコンビ。やや間の抜けた性格のアジジをカマリがよくたしなめている。
超実写映画版オリジナルのキャラクターであり、オリジナル版におけるエドとバンザイに相当する。

### その他
サラビ（Sarabi）
シンバの母でムファサの妻。名前はスワヒリ語で「蜃気楼」を意味する。
オリジナル版よりも王妃としての威厳がより強く描かれており、夫の死後王座を継いだ義弟に関係を迫られても首を縦には降らなかった。
サフィナ（Sarafina）
ナラの母親であるメスライオン。彼女の夫（ナラの父親）と思われるオスライオンも登場しているが、出番は少なかった。なお、彼は自身がサフィナの枕になって眠っていた。
フラッフィー（Fluffy）
スカーを倒した後やエンディング前で登場するシンバとナラの息子で、新しいプライド・ランドの次期国王。超実写映画のオリジナルキャラクターであり、オリジナル版におけるコパに相当する。シンバとナラの息子とされる長男の名前は映画版では明らかになっていない。コパという名前はオリジナル版においての家系図から発表されたものではあるのに対し、こちらは原作におけるコパとは別の子で便宜的にフラッフィーという名前であることを監督達が呼んでいることも判明している。
ジャングルの動物たち
ティモンとプンバァが暮らすジャングルにて一緒に暮らしている動物たち。フサホロホロチョウ、ショウガラゴ、オオミミギツネ、ハネジネズミ、ツチブタなどで、いずれも食虫動物となっている。
ヌーの群れ
スカーの計画でシンバを襲ったヌーの大群。一頭だけ転倒した。

## オリジナル版との相違点
- シンバ誕生の儀式に使われた印がオリジナル版では果実の液体によるものだったが、本作では木の枝のようなものの粉末になっている。
- ラフィキが岩壁にシンバの絵を描く時、オリジナル版とは異なり虫たちを並べて粉をふり、浮かび上がらせる描き方をした。また、ラフィキは普段は杖を持っていない。終盤でスカーと戦うことになる時、久しぶりの「友」として取り出し、共に参戦している。
- シンバがムファサと一緒にパトロールをしながら生命の輪について聞いている時、「自分たちが食べている動物」として挙げるのは、オリジナル版の日本語訳ではシマウマとなっていたが、本作ではオリジナル音声のアンテロープが日本語訳にそのまま反映されている。
- シェンジは実際のハイエナの生態に基づき、リーダーとして雄のアジジやカマリに命令を出している。
- スカーがシンバをヌーの暴走へ巻き込むべく谷に連れて来た口実が、オリジナル版では「面白いものを見せてあげるから、吼え方の練習でもしながら待っていなさい」だったのに対し、本作では「かつて自分とムファサがシンバくらい幼かった頃に吼え方の練習をした場所で、ゾウの墓場へ立ち入ったシンバとムファサの和解をとりもつ」ためとなっている。また、スカーがムファサを転落させる際、オリジナル版ではムファサの前足を崖から離すが、本作では顔を殴って突き落とす。
- プライドランドを脱出して荒野で行き倒れる前のシンバが、砂漠を渡るシーンが追加されている（オリジナル版ではオアシスからプライドランドへ帰還するシーンのみ）。
- 荒野で行き倒れたシンバは、オリジナル版ではプンバァとティモンに運ばれオアシスで目を覚ますが、本作では二匹の会話中に目を覚ます。
- オリジナル版のオアシスではティモン・プンバァ・シンバの三匹しかいなかったが、本作では様々な小型の食虫動物がモブとして登場する。また、その中にいるアンテロープが虫を追って飛び出したシンバに驚くなど、見た目に反したライオンらしからぬ成長ぶりも描写されている。
- オリジナル版では「ハクナ・マタタ」を歌うシーンでプンバァが「俺がガス」と言いかけるシーンでティモンが「子供の前だから言うな」と止めていたが、本作ではティモンが止め飽きたためプンバァに「止めてよ！」と突っ込まれている。
- ザズーはオリジナル版でスカーが王位に就いてからはやむなく彼に仕えるが、本作ではサラビを「陛下」と呼び忠節を尽くす。また、シンバの帰還時は彼を「国王陛下」と認め、初めから最終決戦に参加している。
- 本作では、ナラがザズーの協力を得つつスカーやハイエナの監視をくぐり抜けて、助けを求めにプライドランドを脱出するシーンが追加されている。
- プンバァがナラに追われる場面においては、オリジナル版ではティモンと一緒に『ライオンは寝ている』を歌いながら歩いてる際に虫を見つけて捕食しようと孤立したところを追いかけられ、地面から生えた木根のアーチに身体が挟まって駆けつけたティモン共々窮地に陥るのに対し、本作ではティモンも含めて前述のモブの動物たちと一緒に『ライオンは寝ている』を歌いながら歩いてるところを襲撃され、逃げ回る動物の中から標的にされる。そしてティモンと一緒に逃走し、行き止まりの崖を登ろうとするが足を滑らせて転落し彼のみ窮地に陥る。
- シンバとナラの取っ組み合いでナラが勝利する組み伏せ方も、実写的な動きに変えている。オリジナル版では胸を押し付ける形だったが、本作は前足で相手の顔を押し付けるようになっている。また二人の再会のシーンでは、オリジナル版でのナラは組み伏せたのがシンバだと気付いたのはシンバから名乗り出たからであるが、本作ではシンバに名前を呼ばれたからとなっている。
- シンバがムファサの幻と対面後、ラフィキとのふざけ合いの後に王国へ戻ったオリジナル版と異なり、ラフィキから「お前は誰だ?」と問われ、「僕はシンバ。ムファサの息子だ!」と答えた後に王国へ向かう。また道中にナラとも合流し、会話を聞いたティモンたちも遅れて合流した。
- ムファサの名前を耳にしてスカーが激怒する場面はなく、ハイエナたちの食事も優先的に確保している。
- オリジナル版ではプライドロックの崖から復帰したシンバに組み伏せられるスカーが「ムファサは俺が殺した!」との告白を全員の前でするが、本作では組伏せられる事もなく白を切り通し、代わりに「なぜムファサの最期の目を知っているのか」とサラビが問い詰め、ライオンたちが団結する流れになっている。
- ティモンとプンバァがハイエナたちのおとりになるシーンで、オリジナル版ではティモンが即興でフラダンスをしているが、本作では『美女と野獣』の挿入歌『ひとりぼっちの晩餐会（Be Our Guest）』の語り部分〜歌いだしをティモンが歌っている。
- 雄のハイエナの名前はエドとバンザイではなくアジジとカマリとされている。なお、ライオンの家族や親戚の関係性は、オリジナル版とは比べるとかなり減少している。家系図も一般的に作成されていない。本作ではシンバ、ナラ、ムファサ、スカー、サラビとサフィナにシンバとナラの長男であるフラッフィーだけになった。シンバとナラの長男の名前も便宜的にフラッフィーという名前でオリジナル版におけるコパとは別の子として扱われている。
- オリジナル版においては明るい内容だったのに対し、本作においては暗い内容であることから、オリジナル版とは異なり本作における日本での放送においてはWOWOWではなくスター・チャンネルとなっている。

## 声の出演
| 役名                       | 原語版声優                     | 日本語吹替 |
| -------------------------- | ------------------------------ | --- |
| シンバ                     | ドナルド・グローヴァー         | 賀来賢人 |
| 幼いシンバ                 | JD・マックラリー               | 熊谷俊輝 |
| ナラ                       | ビヨンセ・ノウルズ＝カーター   | 門山葉子 |
| 幼いナラ                   | シャハディ・ライト・ジョセフ   | 小林星蘭 |
| ムファサ                   | ジェームズ・アール・ジョーンズ | 大和田伸也 |
| スカー                     | キウェテル・イジョフォー       | 江口洋介 |
| ティモン                   | ビリー・アイクナー             | 亜生（ミキ） |
| プンバァ                   | セス・ローゲン                 | 佐藤二朗 |
| サラビ                     | アルフレ・ウッダード           | 駒塚由衣 |
| ラフィキ                   | ジョン・カニ                   | 駒谷昌男 |
| ザズー                     | ジョン・オリバー               | 根本泰彦 |
| サフィナ                   | ペニー・ジョンソン・ジェラルド | 伊沢磨紀 |
| シェンジ                   | フローレンス・カサンバ         | 沢城みゆき |
| アジジ                     | エリック・アンドレ             | 白熊寛嗣 |
| カマリ                     | キーガン＝マイケル・キー       | 加瀬康之 |
| ハイエナ                   | J・リー                        | 村治学 |
| インパラ                   | フィル・ラマール               | 落合佑介 |
| ホロホロ鳥                 | エイミー・セダリス             | 野一祐子 |
| ガラゴ                     | チャンス・ザ・ラッパー         | 越後屋コースケ |
| ハネジネズミ               | ジョッシュ・マクラリー         | 水間友美 |
| オオミミギツネ             |                                | 山橋正臣 |
| サークル･オブ･ライフ（歌） |                                | 菅井美和 |
| コーラス                   |                                | ベイビー・ブー 内田ゆう 大木理紗 大澤和音 柿沼寿枝 久保田陽子 aYano 原田真純 山田エンリ 安西康高 石塚勇 石原慎一 大滝秀則 奥田もとい 風雅なおと 渕上祥人 宮本聡之 |

## 音楽
音楽は、1994年のアニメーションで使用されたエルトン・ジョンと作詞家ティム・ライスが手掛けた楽曲に加えて、ドナルド・グローヴァーとビヨンセによる新曲「Never Too Late」（エンドクレジットで使用）や、ビヨンセによる新曲「Spirit」などが使用されることが発表となった。
日本盤CDは、本国オリジナル・キャストによる英語歌を収録した「英語版」、吹替版キャストによる日本語歌を収録した「日本語版」、そして両方を収録した「デラックス版」の3種類で発売。「英語版」のみ、デジタル配信は7月12日に発売。「英語版」の日本盤CD、「日本語版」と「デラックス版」の日本盤CDとデジタル配信は8月7日に発売された。

## 製作

### 企画
2016年9月28日、ウォルト・ディズニー・ピクチャーズは『マレフィセント』、『シンデレラ』、『ジャングル・ブック』、『美女と野獣』に続き、ジョン・ファヴロー監督による1994年公開の『ライオン・キング』のリメイク計画を立てる。10月13日、ジェフ・ネイサンソンを脚本として契約した。11月、ジョン・ファヴローがComingSoon.netとのインタビューで彼が監督を務めた『ジャングル・ブック』で使ったバーチャル映画撮影技術は、『ライオン・キング』でより多く使われることになるだろうと述べた。

### 制作
基本的にすべてCGで制作されているが、1490のショットのうち「サークル・オブ・ライフ」冒頭の1ショットのみがアフリカで撮影された実写映像であることをファヴローが明かしている。

### キャスティング
2017年2月、主人公のシンバ役としてドナルド・グローヴァー、ムファサ役をジェームズ・アール・ジョーンズが1994年の『ライオン・キング』で演じた同役（日本語吹き替え版の大和田伸也も同様）を再演した。4月、ビリー・エイチュナー、セス・ローゲンがそれぞれティモン、プンヴァを演じた。7月にはジョン・オリバーがザズー、8月にはアルフレ・ウッダード、ジョン・カニがそれぞれサラビとラフィキを演じた。
ファヴローはビヨンセがナラ役に適任と判断し、彼女のスケジュールに合わせるためには何もしても構わないとした。11月1日、ビヨンセの起用が発表された。
日本語吹替版は、ムファサ役の大和田伸也がアニメ版から続投している。ラフィキ役はアニメ版で声を担当した槐柳二が2017年に死去したこともあって、『ライオン・ガード』でラフィキ役を担当した駒谷昌男が担当した。それ以外はすべて新たなキャストとなっている。
ティモン役は兄弟漫才コンビミキの亜生が担当しているが、相方で実兄の昴生はプンバァ役のオーディションを受験したものの落選し佐藤二朗がキャスティングされたことを明かしている。

## 反響

### 興行収入
全世界で16億5600万ドルを記録し、2019年公開作では『アベンジャーズ/エンドゲーム』に次ぐ2位を記録。同興収は歴代映画で7位を記録しており、ウォルト・ディズニー・ピクチャーズ制作作品では歴代1位となった。また本作は超実写と銘打っているが、実際はほとんどのシーンがCGアニメーションであるため、アニメーション映画とカテゴライズされることもあり、「史上最も成功したアニメーション映画」とされることもある。

### 評価
RottenTomatoesでの評価は53%となっており、賛否両論となっている。主な批判的意見として、「リアル過ぎるライオンに感情移入しにくい」「オリジナル版に忠実過ぎる」「映像は素晴らしいが、ファンを満足させるには力強さや心を動かす力が不十分」などがある。

## テレビ放映
- 地上波放送・関東地区のみ記載。
- 視聴率はビデオリサーチ調べ。関東地区でのデータ。

| 回数 | 放送局     | 放送枠           | 放送形態       | 放送日         | 放送時間    | 放送分数 | 吹替版     | 平均世帯 視聴率 | 備考         | 出典   |
| ---- | ---------- | ---------------- | -------------- | -------------- | ----------- | -------- | ---------- | --------------- | ------------ | ------ |
| 1    | 日本テレビ | 金曜ロードショー | 本編ノーカット | 2022年12月30日 | 21:00-23:19 | 139分    | 劇場公開版 | 6.5%            | 地上波初放送 | [ 21 ] |
| 2    | 日本テレビ | 金曜ロードショー | 本編ノーカット | 2025年1月3日   | 21:00-23:19 | 139分    | 劇場公開版 | 5.9%            |              | [ 22 ] |

## その他
本作のエキストラにはアフリカゾウ、キリン、カバ、サバンナシマウマ、トムソンガゼル、ゲムズボックなどアフリカのサバンナでお馴染みの動物が登場しているほか、シンバの即位の儀のシーンで絶滅寸前となったキタシロサイが登場している。これについて監督は「制作中にこの事実を知って悲しくなり、種の記憶だけでも残しておきたかった。願わくばこの作品が動物たちと我々を繋ぐ架け橋になって欲しい。まず子供たちには娯楽映画として楽しんでもらい、そしてサバンナの現状を知り、保護活動に力を入れてくれればと思う。『命の環』と同じように、次の世代に繋いでいくことが僕らの使命なのさ」と語っている。